# Max-Engelhardt von Kienlin
Max-Engelhardt von Kienlin (* 22. Juli 1934 in Erolzheim) ist ein Land- und Forstwirt, Schriftsteller und Bergsteiger. Er war im Jahr 1970 zusammen mit Günther und Reinhold Messner Teilnehmer der von Karl Maria Herrligkoffer geleiteten Sigi-Löw-Gedächtnisexpedition zum Nanga Parbat.

## Leben

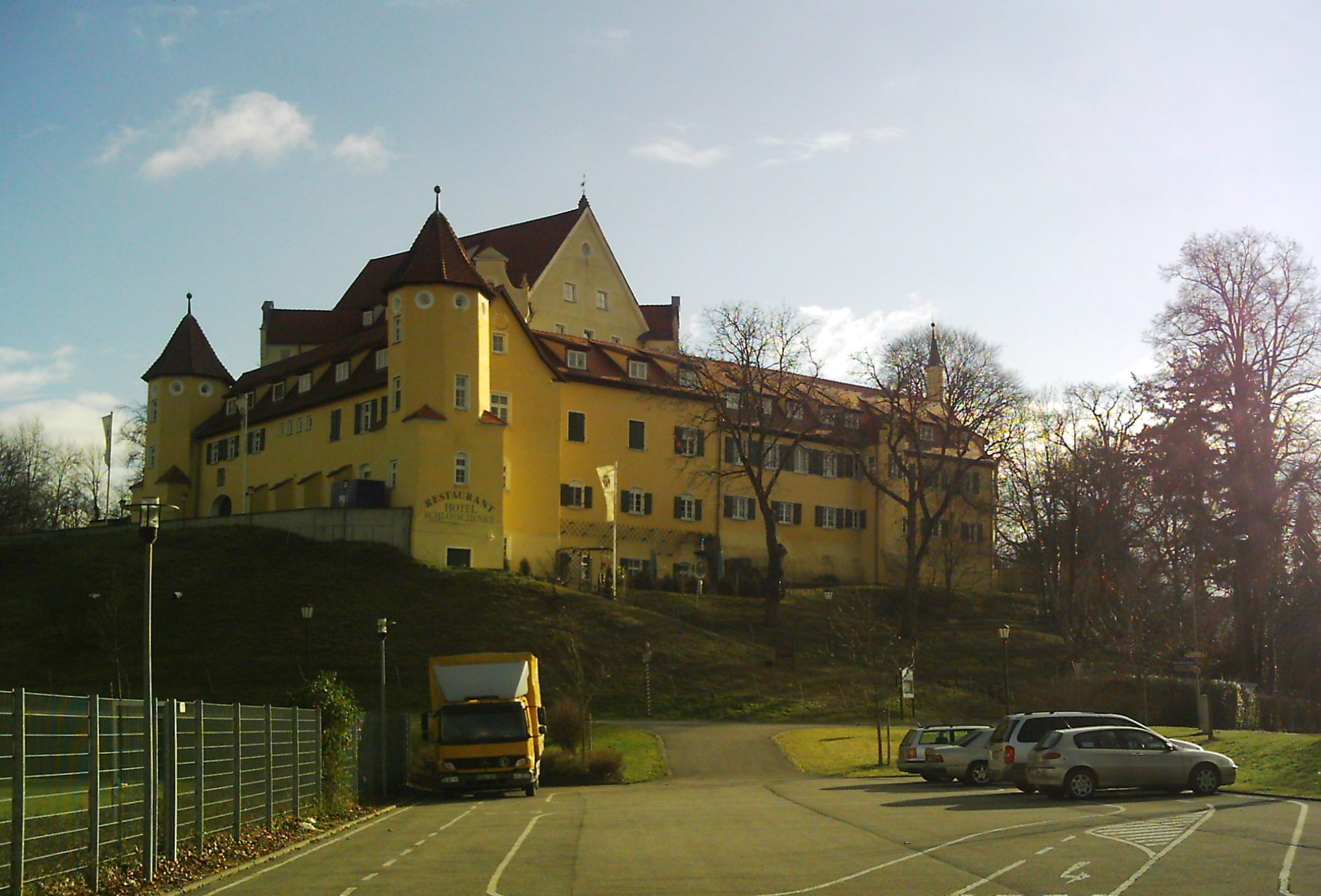
Schloss Erolzheim

Max-Engelhardt von Kienlin wurde auf Schloss Erolzheim, Gemeinde Erolzheim in Oberschwaben, geboren. Er verlor seinen Vater bei einem Flugzeugabsturz im Jahr 1940 im Zweiten Weltkrieg. Er erlebte, wie am 13. September 1945 der Zentralbau des Schlosses Erolzheim aus ungeklärten Gründen bis auf die Außenmauern niederbrannte. Württemberg war zu der Zeit französische Besatzungszone und in dem Schloss befand sich die regionale Kommandantur der französischen Besatzungsmacht.
Nach dem Besuch des Gymnasiums übernahm er mit 21 Jahren die Verwaltung des Familienbesitzes. Im Jahre 1966 flog er mit einer Bölkow Junior 208, dem kleinsten Flugzeug, das je das Mittelmeer überflogen hatte, als Repräsentant der Fa. Bölkow von München nach Tripolis (Libyen).
Er war 1970 Expeditionsgast der Sigi-Löw-Gedächtnisexpedition zum Nanga Parbat. Von 1978 bis 1988 war er mit seiner Segelyacht auf den Weltmeeren unterwegs.
Schloss Erolzheim, der Stammsitz der Familie von Kienlin, wurde 1987 verkauft.
Über die Nanga-Parbat-Expedition schrieb er 2003 ein Buch mit dem Titel Die Überschreitung. Max-Engelhardt von Kienlin reagierte damit auf Beschuldigungen Reinhold Messners gegenüber Expeditionskameraden am 4. Oktober 2001 im Alpinmuseum auf der Praterinsel in München. Er zog in diesem Buch Reinhold Messners Darstellungen in Zweifel und stellte eigene Hypothesen auf, unter welchen Umständen Messners Bruder Günther Messner bei der damaligen Expedition ums Leben gekommen sein könnte. Messner erhob daraufhin Klage gegen einige Darstellungen des Buches und erzielte damit juristische Teilerfolge. Der Prozess endete mit einem Vergleich vor dem Hanseatischen Oberlandesgericht Hamburg. Max-Engelhardt von Kienlin schrieb u. a. ein weiteres Buch Der einsame Tod über die Expedition von 1970 und ihre Folgen.
Max-Engelhardt von Kienlin lebt seit 1989 im Kreis seiner Familie in München.

## Mitgliedschaften
- Präsident der Royal Burma Society of Germany
- Seit 1964 Mitglied d. F. d. Bayer. Akademie der Wissenschaften

## Schriften
- Die Überschreitung: Günther Messners Tod am Nanga Parbat. Expeditionsteilnehmer brechen ihr Schweigen. 3., durchgesehene und aktualisierte Auflage. Herbig, München 2003, ISBN 3-7766-2345-4.
- Das kurze Seil und andere Berggeschichten. Herbig, München 2005, ISBN 3-7766-2442-6.
- Der einsame Tod: Legende Günther Messner. Herbig, München 2006, ISBN 3-7766-2492-2.